# Pselliophora nigrorum
Pselliophora nigrorum är en tvåvingeart som beskrevs av Alexander 1929. Pselliophora nigrorum ingår i släktet Pselliophora och familjen storharkrankar. Inga underarter finns listade i Catalogue of Life.